# Richard Kline
Pour les articles homonymes, voir Kline et Richard H. Kline.
Richard Kline est un acteur de théâtre, cinéma et télévision américain né le 29 avril 1944 à New York, État de New York (États-Unis).

## Biographie
Richard Kline est né le 29 avril 1944 à New York et élevé dans le Queens. Il a fréquenté le Queens College et est titulaire d'une maîtrise en beaux-arts en théâtre de l'université Northwestern. Après avoir obtenu son diplôme, il a rejoint l'armée américaine pendant la Guerre du Viêt Nam en tant que lieutenant dans la 101st Airborne.
Richard Kline a fait ses débuts professionnels dans le théâtre en 1971 au sein de la Lincoln Center Repertory Company. Les productions théâtrales régionales de cette période comprenaient "Chemin de Fer" avec l'acteur Dennis Franz (NYPD Blues) à Chicago, et Death of a Salesman et Love's Labour's Lost. Chanteur de formation classique, Kline a fait ses débuts à Broadway dans la comédie musicale "City of Angels" en 1989.
Dans la sitcom américaine sur ABC  "Three's Company " (Vivre à trois en VF), Kline a joué Larry Dallas, un playboy vendeur de voitures d'occasion et meilleur ami de , Jack Tripper, personnage gay, interprété par John Ritter. Kline est apparu dans 110 épisodes de Three's Company de 1977 à 1984 et a également repris le personnage dans les séries dérivées The Ropers (1979) et Three's a Crowd (1985). Larry a la particularité d'être le seul autre personnage en dehors de Jack Tripper à apparaître dans Three's Company et ses deux spin-offs.
En plus de ses apparitions à la télévision et sur grand écran, Richard Kline a animé des jeux télévisés, Jumble en 1988 et To Tell the Truth en 1990. Ses apparitions en tant que célébrité dans des jeux télévisés américains comprenaient à la fois The $25,000 Pyramid et The $100,000 Pyramid, Super Password ainsi que plusieurs apparitions dans Match Game-Hollywood Squares Hour.
En 1993 il est Louis 'Lou' Cates dans l'épisode Butterfly in Shades of Grey de la serie TV  Columbo.
En février 2010, il a été choisi pour jouer le rôle du Magicien lors de la première tournée nationale de Wicked.
Richard Kline a retrouvé les membres du casting de Three's Company, Joyce DeWitt, Jenilee Harrison et Priscilla Barnes en septembre 2016 au « Hollywood Show » dans la banlieue de Chicago, un événement permettant de rencontrer des fans et de signer des autographes.
Richard Kline a retrouvé les membres du casting de Three's Company, Joyce DeWitt, Jenilee Harrison et Priscilla Barnes en septembre 2016 au « Hollywood Show » dans la banlieue de Chicago, un événement permettant de rencontrer des fans et de signer des autographes.
Kline a joué Kid Twist dans la première mondiale de la production de The Sting du Paper Mill Playhouse avec Harry Connick Jr. qui s'est déroulée du 8 au 29 avril 2018. En décembre 2018, il a rejoint la tournée nationale de la comédie musicale Waitress jusqu'en août 2019. Il a repris le rôle dans la distribution de Broadway à l'été 2019.

## Filmographie

### comme acteur
- 1977 : Seventh Avenue (feuilleton TV) : Howart Horton
- 1977 à 1984 : Three's Company (sitcom TV) : Larry Dallas
- 1982 : Une affaire d'enfer (Not Just Another Affair) (TV) : Andrew Saul
- 1988 : Side by Side (TV) : Matt
- 1990 : His and Hers (en) (série télévisée) : Jeff Spector
- 1990 : Junior le terrible (Problem Child)
- 1991 : Hell Hath No Fury (TV) : Milton
- 1993 : Columbo : Butterfly in Shades of Grey (TV) : Louis 'Lou' Cates
- 1994 : The Feminine Touch : Stan Jacobs
- 1987 : Amour, Gloire et Beauté (The Bold and the Beautiful) (série télévisée) : Mark Benson (1995-1996)
- 1997 : Le Ninja de Beverly Hills (Beverly Hills Ninja) : Driver
- 1999 : Warm Blooded Killers
- 1999 : Le Prisonnier en fuite (Treehouse Hostage) : Principal Ott
- 1999 : Liberty Heights de  Barry Levinson : Charlie, Nate's Assistant
- 2000 : Noah Knows Best (série télévisée) : Jeff Beznick
- 2001 : Diablesse (Saving Silverman) : Acrobat Announcer (voix)
- 2001 : Inside Schwartz (série télévisée) : Gene Schwartz
- 2002 : Jane White Is Sick & Twisted : Anchor Chris Jobin
- 2004 : Creating America's Next Hit Television Show (série télévisée)
- 2004 : Karroll's Christmas (TV) : Bradley Carchet
- 2005 : Knight to F4 : Truman Fetcher
- 2006 : To Kill a Mockumentary (vidéo) : Dr Bentley

### comme réalisateur
- 1990 : Evening Shade (série télévisée)
- 1991 : Harry et les Henderson (Harry and the Hendersons) (série télévisée)

## Anecdotes
Il a fait des apparitions dans la série télévisée The Love Boat (La croisière s'amuse), de même que, incidemment, Joyce DeWitt, qui a partagé l'écran avec lui dans la sitcom TV Three's Company entre 1977 et 1984.
Il a aussi retrouvé son bon ami John Ritter dans le film PROBLEM CHILD.